# Prehistoryczne osady na palach
Prehistoryczne osady na palach – nawodne osady budowane na drewnianych palach od około 5000 do 500 roku p.n.e. nad brzegami jezior, rzek i terenów podmokłych w Alpach i okolicach Alp.  
Łącznie 111 tego typu obiektów znajduje się na liście światowego dziedzictwa UNESCO. Są one zlokalizowane w sześciu krajach: Szwajcarii (56), Włoszech (19), Niemczech (18), Francji (11), Austrii (5) oraz Słowenii (2).
Wykopaliska dostarczyły nowego wyobrażenia życia ludzi w czasach neolitu i epoki brązu w Europie.